# Біла ворона (творче об'єднання)
 Біла ворона  — творче об'єднання  альтернативного нонконформістського мистецтва, яке утворилося в Києві  наприкінці  1980-х-початку 1990-х років  як яскравий самобутній прояв  Нової української хвилі,  в бурхливу добу політичних, економічних, соціальних і естетичних змін. Об'єднання, як і художня група-засновниця  «39.2°», декларувало  «екстремізм думок і почуттів», захоплювалось авангардними пошуками  нових шляхів у мистецтві,  протиставляючи їх ідеологічним завданням соцреалізму..  Об'єднання не мало  постійного приміщення та зафіксованих правил і кількості учасників, підтримувалось завдяки дружнім стосункам однодумців,  у номадичному стані постійних змін навколо ідеї оновлення. Нині роботи  окремих художників «Білої ворони» знаходяться в Національному художньому музеї України,  Києво-Печерському заповіднику, Національному музеї «Київська картинна галерея»,  Національному музеї Тараса Шевченка, Музеї шістдесятництва, Одеському художньому музеї та ін., а також в галереях та приватних колекціях країн: Україна, Австрія, Бельгія, Великобританія, Канада,  Ізраїль, Італія, Мексика,  Нідерланди,  Німеччина, Норвегія, Південна Корея, Польща, США, Туреччина, Угорщина, Франція, Швейцарія, Японія та ін.

## Історія
Назва  «Біла ворона»  з’явилась у великого  гурту митців як вияв тогочасної позиції щодо необхідності  відокремитись від застарілих мистецьких форм.  Біла ворона  - метафора, що вживається в українській мові  як ідіома для позначення особи з незвичною поведінкою,  відмінною від інших осіб своєї спільності, як «чорна вівця» в багатьох європейських мовах, або в латинській -  Rara Avis (рідкісний птах). Cимволізує інакшість, пов’язану з нерозумінням з боку оточуючих, і, водночас,  обраність.
Наприкінці  ХХ сторіччя у мистецтві України виявилась дихотомія  між офіційно визнаним мистецтвом, яке підтримувало радянську ідеологію та мистецтвом  опозиційним до нього.  З кінця 1950-х до 1980-х чимало митців, які не поділяли панівну установку, перебували в андеграунді. Їх творчі експерименти залишалися  у майстернях маловідомим, як от абстрактне мистецтво «київських анахоретів», вперше висвітлене Б.Лобановським, а також  великих самоуків В. Баклицького, М. Трегуба та інших.  Цей досвід був важливим для наступної покоління митців, яке почало більш активно  демонструвати індивіуальні, постмодерністичні практики. «Рік народження представників «Нової хвилі» найчастіше припадав на 1953–1965 роки, тобто мова про ґенерацію, яка встигла переконатися на власному досвіді в існуванні «зворотного боку» радянської влади…», - зазначив дослідник Г.Вишеславський.  
Ініціаторами створення об'єднання «Біла ворона» виступили митці, які утворили до того невелику арт-групу «39.2°» До її складу входили Ю. Вакуленко, В. Архипов, К. Самойленко, О. Кузнецов, Р. Левчин. Дивну назву запропонував художник Ю.Вакуленко: «Мій знайомий дитячий лікар якось сказав, що найоптимальніша температура, за якої  організм людини бореться з хворобою, становить якраз 39,2…».. Водночас позначка символізувала підвищену  температуру творчого горіння,  необхідного для зцілення суспільства та мистецтва. Скульптор  В. Архипов написав маніфест, де занотував, що митці згуртуватись 5 грудня 1988 року під час «виставки Товариства Неформальних Художників «Біла ворона» для подальшого «створення спільних виставок, де експозиція є загальним твором,.. де стикаються контрастність і різножанровість». Запропонував кредо,  сутність якого підхоплювала більшість: «За - екстремізм думок і почуттів!». Рівноправність стосунків в об’єднанні не передбачала обирання лідера, тож кожний митець грав важливу роль у створенні єдиного глобального творіння – відбитка часу.
Митці домовилися з Обкомом комсомолу про надання приміщення  для виставки у кінотеатрі «Зоряний» (понад 4 тисячі квадратних метрів). До дня відкриття  художник Василь Гайчук створив і відніс до друкарні афішу,  де намалював ворону білим контуром на «Чорному квадраті». Таким чином, назва було подана  малюнком, а не словами. Вперше схвальні слова про об’єднання  написав його натхненник, мистецтвознавець Олександр Євтушенко у публікації, яка описувала неординарну подію: «Чорний квадрат Малевича. Квінтесенція авангардного мистецтва як такого. … Однак, признаюсь, ніколи не замислювався, як же виглядатиме на тлі того чорного квадрата… біла ворона. Коли я споглядав того кумедного птаха і відчув іронію автора модернізованого шедевру, мені спало на думку, що цей символ біля входу на виставку художників-неформалів говорить сам за себе…Прем’єра відбулась і триває. Приємно було усвідомити, що ота біла ворона не виявилася (слава богу!) сірою». Маючі фахові знання випускника КДХІ, Олександр підтримував тяжіння митців до мультимедійності, тобто синтезу живопису, скульптури, перформансу, інсталяцій, графіки, поезії й музики. Він також був музичним критиком, сприяв становленню джаз-рок гуртів «Перон», «Er. J. Orchestra» і  Табула Раса. Запросив їх на арт-форум у кінотеатр «Зоряний», де відомі згодом групи дебютували, виступаючи перед численною аудиторією поціновувачів мистецтва. Безперервне багатогранне дійство, де точилися дискусії, виступи поетів і музикантів посеред арт-об’єктів та візуальних творів викликало підозру у партійних діячів щодо підриву основ. Партійні діячі декілька разів закривали виставку, вказуючи на зображення  оголених тіл та незрозумілість абстракцій. За клопотаннями молоді,  її відкривали знову, що  повторювалось  і тривало мало не півроку,  замість одного запланованого місяця (з грудня 1988 до середини 1989 року).

## Учасники та спрямування

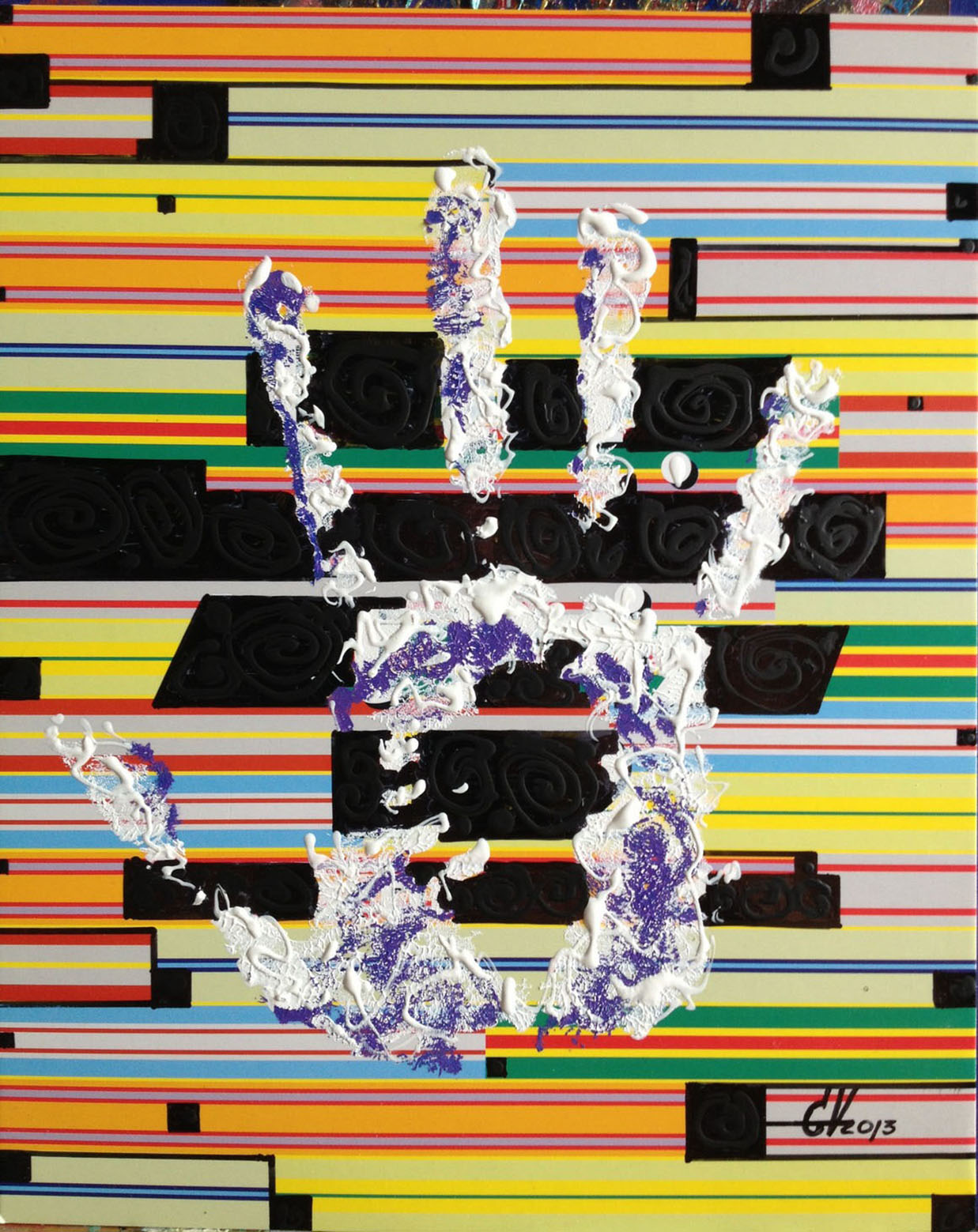
Ю. Вакуленко. З серії «Дотики»-7. П.,о. 40х30. 2013

Учасників  знаменної виставки поєднувало, окрім прагнення оновлення мистецтва, чимало спільних рис. Молоді митці відстоювали власне бачення й міркування, опановували нові матеріали й засоби, не зупинялись у навчанні. Вчителів обирали на свій розсуд, виказуючи стійку недовіру до канонів радянської освіти,  цінували не диплом, а креативність,  підтримували талановитих  самоуків, які найчастіше мали виставки просто неба, на Андріївськиому узвозі. Поважали вітчизняних авангардистів минулого та митців андеграунду, відстоювали українську національну ідею, водночас захоплювались західними художниками, вдаючись до візуальних діалогів із сюрреалістами  та абстракціоністами, своєрідно змішуючи стилі. Полюбляли дотепні жарти й розіграші, водночас у своїх творах ставили серйозні запитання щодо вад соціуму, екології,  етики тощо. Чимало з художників, відчуваючи  невизнаність та конфронтацію з суспільством, поїхали в інші краї в пошуках кращої долі.  Хтось прожив коротке життя, не дочекавшись лаврів, інші досягли успіхів і визнання, в Україні та за кордоном. Потужний імпульс на початку Нової хвилі та своєрідність обраного стилю,  митці розвинули у своїй подальшій творчості.
Юрій Вакуленко (1957,  м. Нижній Тагіл) — український живописець, графік. Навчався в художньому училищі в Баку, закінчив НАОМА в Києві,  працював реставратором вищої категорії. Із заснованою у 1988 році авангардною групою «39.2°» експонував картини у Польщі (1990, «Mandala», Краків), Італії. Мав чимало персональних виставок  в України та за кордоном, як от у Великобританії (2011, дім Christie’s). Тривалий час був директором  Київської національної картинної галереї, сприяючі її процвітанню. член-кореспондент НАМ України з  2021). Має державні нагороди за внесок у розвиток національної культури і мистецтва. У своїй творчості виявляє чутливість до подій сучасності, підкреслюючи актуальні сенси, балансує між фігуративними та нефігуративними образами. Роботи: «Без надії сподіваюсь», «Постіндустріальна ідилія», «Паркан, що охороняється законом», «Заборонено» (1980-90-і), «Сходи до неба», «Картина світу. Вільний погляд», «Арлекін»,  «Баланс рівноваги» (2021)
Володимир Архипов  (1957,  м. Старий Крим) —український скульптор, перформер, мислитель. Самоук, захоплювався вивченням сучасного мистецтва, попартом, творами Раушенберга і Юккерта. В експозиції «Зоряного» 1988- 89 створив своєрдний простір, насичений інсталяціями: «Його твори виникають суто на домашньому матеріалі… Архипов може взяти два-три “предмети”, поєднати на свій смак і дати назву. Так з нержавіючих кухонних мийок він створив могутні торси, а з дротів — бика», писав О.Євтушенко. Мистецтвознавиця М. Протас відмічала: «Володимир Архипов поряд  із жартівливими композиціями, де волейбольний м’яч перетворюється в екзотичний плід фейхоа, створював об’єкти майже трагедійного змісту або елегійного. Екологічна катастрофа, забрудненість природи, зокрема узбережжя Чорного моря, символізували ідею об’єкту «Грим», де стілець ніби зникає під пеленою кинутих на пляжах  незчисленною  армією туристів, так званих «в’єтнамок», звичайного сміття цивілізації…». Автор арт-об’єктів, інсталяцій та асамбляжів з металу, дерева, вживаних речей, які він демонстрував у перформансах,  нерідко наносив символічні малюнки, підкреслюючи концепцію роботи. Разом з Ю.Вакуленком і А. Степаненком  експонував роботи у Польщі (1990, «Mandala», Краків), в Італії та інших країнах – з групою «39.2°».
.

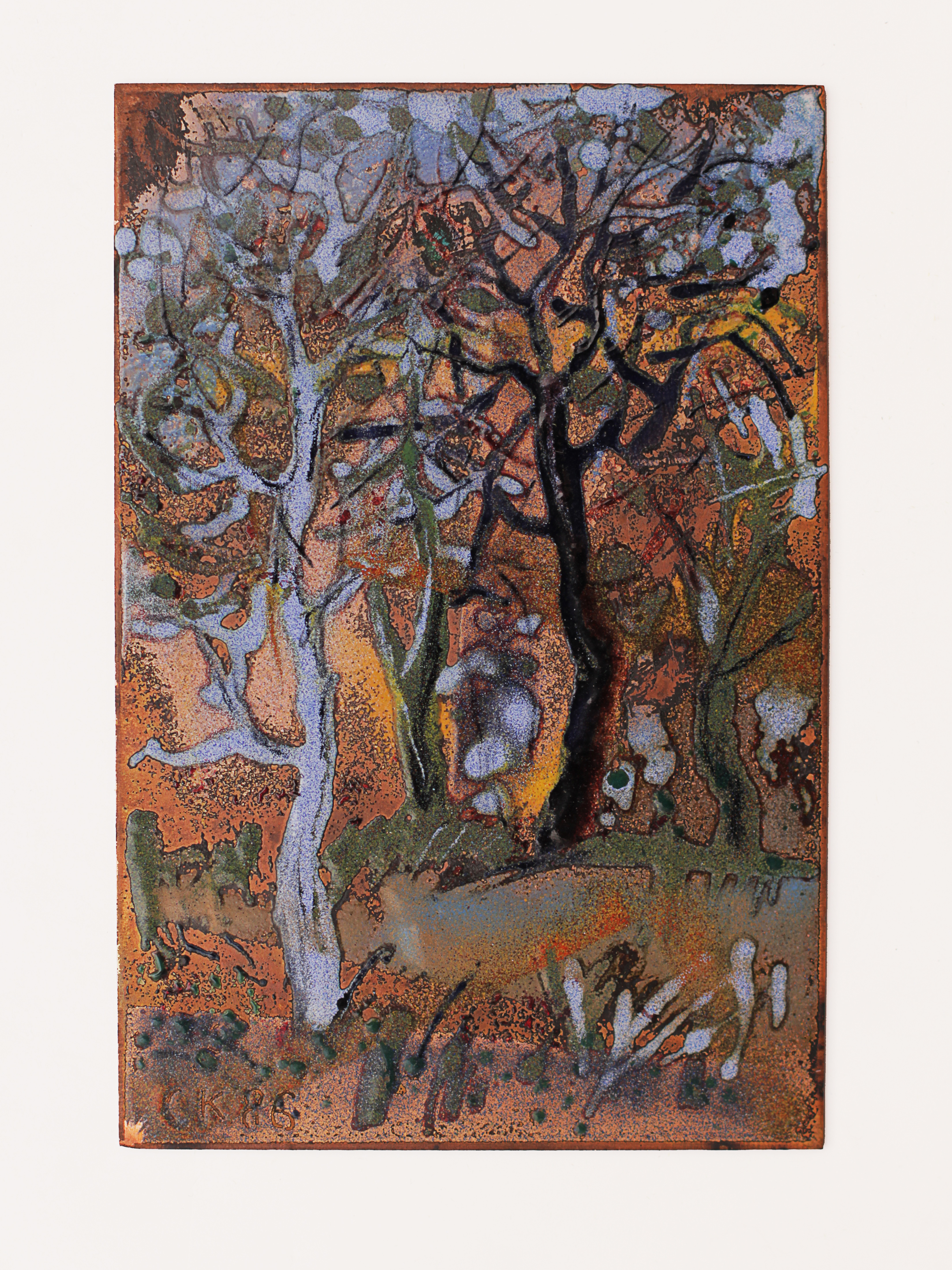
К.Самойленко. Темне дерево. Емаль. 2000-і

Костянтин Самойленко (1957,  м. Київ) — 2012,  м. Київ) - український художник-графік, емальєр,  живописець. Через деякі вади зору не був прийнятий до художнього вишу,  навчався в ізостудіях, брав уроки у авангардиста Вілена Барського. У 1988—2001 роках був членом кооперативу "Гончарі", що на Андріївському узвозі. Брав участь, разом з групою «39,2»: у виставках в Україні, Польщі, Італії та інших країнах. Майстер декоративних та змістовно складних композицій. Роботи: «Автопортрет з Леніним», «Читач», «Портрет сина Андрія», «Білий солдатик», «Темне дерево».
Одександр  Кузнецов (1965, м. Київ) — український  та американський  художник-графік,  живописець. Навчався в київській ізостудії  Клубу трамвайників, самоук. Виставляв роботи на Андріївському узвозі, де його картину придбала американка, яка згодом запросила Олександра  до США з персональною виставкою. Так з 1990 року він залишився в країні, де отримав роботу й визнання. Працював  оформлювачем платівок відомих музичних гуртів Grateful Dead,  The Three Degrees, Token Heads, співробітником Playboy, у реставраційних майстернях Метрополітен-музею та Гарварда. З 1991  року мешкає у  Ньюпорті, картини зазвичай не підписує, влаштовує виставки в орендованих будинках, де зустрічається й розмовляє з глядачами. Підтримує співвітчизників, особливо під час війни. На 60-річний ювілей друзі влаштували в Києві виставку  його найкращих картин (якісно надрукованих на полотні цифрових копій). Графічною вишуканістю ліній передає жіночі образи та розмаїття тваринного світу, чимало робіт  сюрреалістичні й іронічні,  сатирично спрямовані, особливо проти вад радянського режиму, таких як автократія та бюрократія. Роботи: «Червоний рояль», «Вихід з чорного квадрату», «Годуюча матір наша» (1990-і), ілюстрації до книги «Gasfather, или сон капитана Шиткина» (2024).

Р.Левчин. Колаж «Ми» з серії «Маски й лабирінти», 2006

Рафаель Левчин (1946, м. Джанкой (АР Крим)  — 2013, м.Чікаго, США) —  український  та американський художник, актор, драматург, поет, прозаїк- автор фантастичних творів, член Клубу київських любителів фантастики (КЛФ). Писав російською й українською мовами, перекладав з української вірші Анатоля Степаненка та інших авторів, перекладав також з польської, словацької, німецької, англійської. Працював в театрі. Він брав участь у багатьох неформальних угрупованнях, зокрема, був членом групи російськомовних поетів-метареалістів  містико-метафоричного спрямування, що відбивалось і на тематиці його художніх творів. У Вудона Баклицького навчався майстерності кераміки.  Брав участь у художніх виставках арт-груп «39,2 °» і «Стронцій-90» та ін. Його найулюбленішим жанром були колажі, які він експонував на форумі «Біла ворона», де також читав для великої аудиторії свої поетичні твори. В Чікаго видавав часопис «REFLECT... КУАДУСЕШЩТ». Роботи: колажні серії «Маски й лабіринти» (2006), кераміка KWANZAA з серії Lovers and demons (2009), «Кентавр-Алеф»(2012).
Василь Гайчук (1955,  м. Київ) — 2010,   м. Київ) — український художник-графік, живописець. Народився в сім’ї оперного співака Павла Гайчука  і скульпторки Таісії Гайчук-Раздорської. Навчався у Республіканській Художній Школі, (1966-70) та приватно  в майстерні  матері. Працював реставратором у Музеї театрального мистецтва (з 1981).  Розробив авторську техніку станкових картин, де поєднанував живопис з елементами графіки й колажу.  Передавав відчуття занурення в історичне  минуле  України далеких, дохристиянських часів,  гостро відчував сучасність, критикував соціалістичну  цензуру, через яку не брав участь в офіційних виставках. Називав себе вільним вуличним художником. Брав участь у діяльності «Білої ворони», створивши афішу. Демонстрував також картини в Польщі (1990-і), Україні (персональна виставка творів у Музеї театрально мистецтва,1996), Німеччині  (1 Міжнародний арт-фестиваль, Магдебург, Німеччина, 2000) та ін.  Роботи:“Єретик” (1979), триптих “Скіфський постріл” (1980), “Синє чудовисько”, “Даждьбог” (1981), “Олег біля стін Константинополя” (1982), “Made in USSR ”, “Пам’яті Піросмані” (1985), “Талліннська кав’ярня”, “Старий Київ”(1990), “Апі — праматір скіфів”, “Руни”, (1999), „В майстерні художника”, (2004) .
Тамара Гайчук–Білоусова (1958, м. Дніпро) — українська художнця-графік. Закінчила  Дніпропетровську  художню школу та Монтажний технікум (відділ архітектури, 1980). Працює у відділі графіки Національного реставраційного центру України реставратором вищої категорії. Учасниця всеукраїнських та  зарубіжних мистецьких виставок, починаючи від участі у «Білій вороні» 1988-1989. Створює ліричні замальовки природи рідного краю, натюрморти. Розробила оригініальні прийоми акварельної техніки розпису по шовку на основі  вивчення  старовинної  китайської техніки письма.
Роботи: «Червона калина», «Степ» ( 1988-1989), «Будяк», «Іриси», «Лілеї» (1997); цикли  ),  «Дніпровські плавні»,  «Квіти України» (2005) .

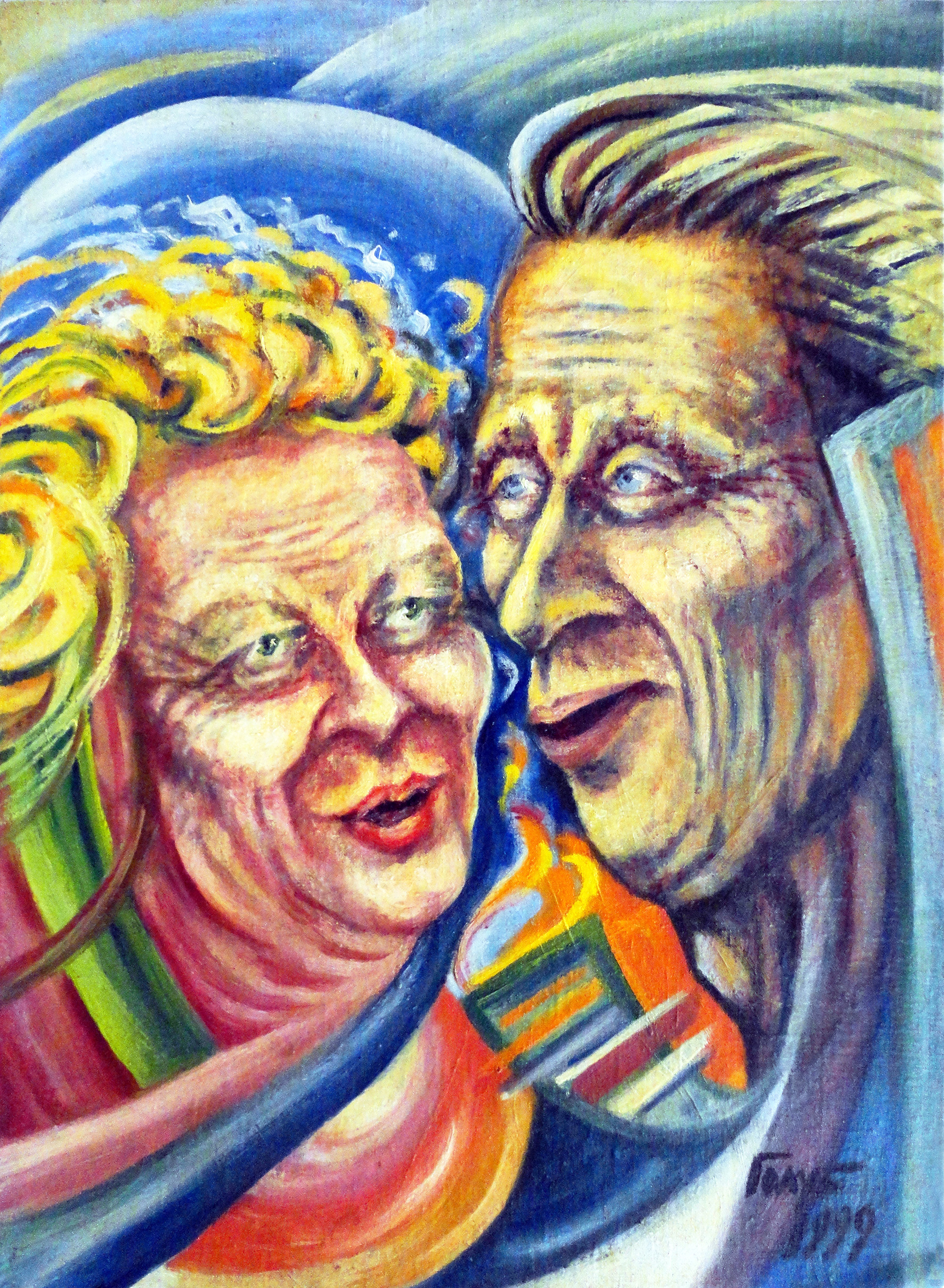
Олена Голуб. Пісня батьків. П.,о., 60х40, 1999

Олена Голуб (1951,  м. Київ) — українська медіа-художниця,  живописець, мистецтвознавиця. Закінчила Національний університет ім. Шевченка (1974), факультет біофізики.  Навчалась приватно у  Вілена Барського, закінчила Інститут журналістської майстерності СЖУ (1986 ), факультет художників преси. Свій творчий шлях розпочала з опозиційного до соцреалізму неофіційного мистецтва, брала участь в андеграундних виставках  об’єднань  «Рух» 1977-1978 та  «Білій вороні» 1988-1989. Ранній живопис у стилі неоекспресіонізму. Після 2003  року створює роботи на комп’ютері, комбінуючи з фрагментами власного живопису та матеріалами з інтернету, цифрові концептуальні колажі. Лауреатка міжнародних конкурсів у Канаді, США. Роботи: «Мандрівний музика», «Розмова на кухні», «Портрет інженера», «Розрізане яблуко», «Пісня батьків». «Чупа-чупс, або ілюзія рівності»( живопис 1990-2000-х), цифрові серії «Схід деревяного сонця» (2011), «Кроки до відродження» (2023, «Неоконструкції (2025)»
Віра Вайсберг (1958,  м.Київ) - українська  та німецька  художниця-живописець. Закінчила Республіканську Художню Школу, навчалася в ізостудії Вілена Барського.  Працювала вчителем мистецтва в Київському Єврейському культурному центрі.  Бере участь у виставках з 1987 року в Україні та Німеччині. Від 2007 року мешкає у Гамбурзі.. Авторка живописних творів експресіоністичного спрямування, де суміщає абстрактне  і репрезентативне, реальне і уявне. Роботи: «Автопортрет», «Аптека», «Бабусині мережива. Евакуація 1941», «Єврейський квартал», «Ностальгія», «Портрет публіциста Портникова».

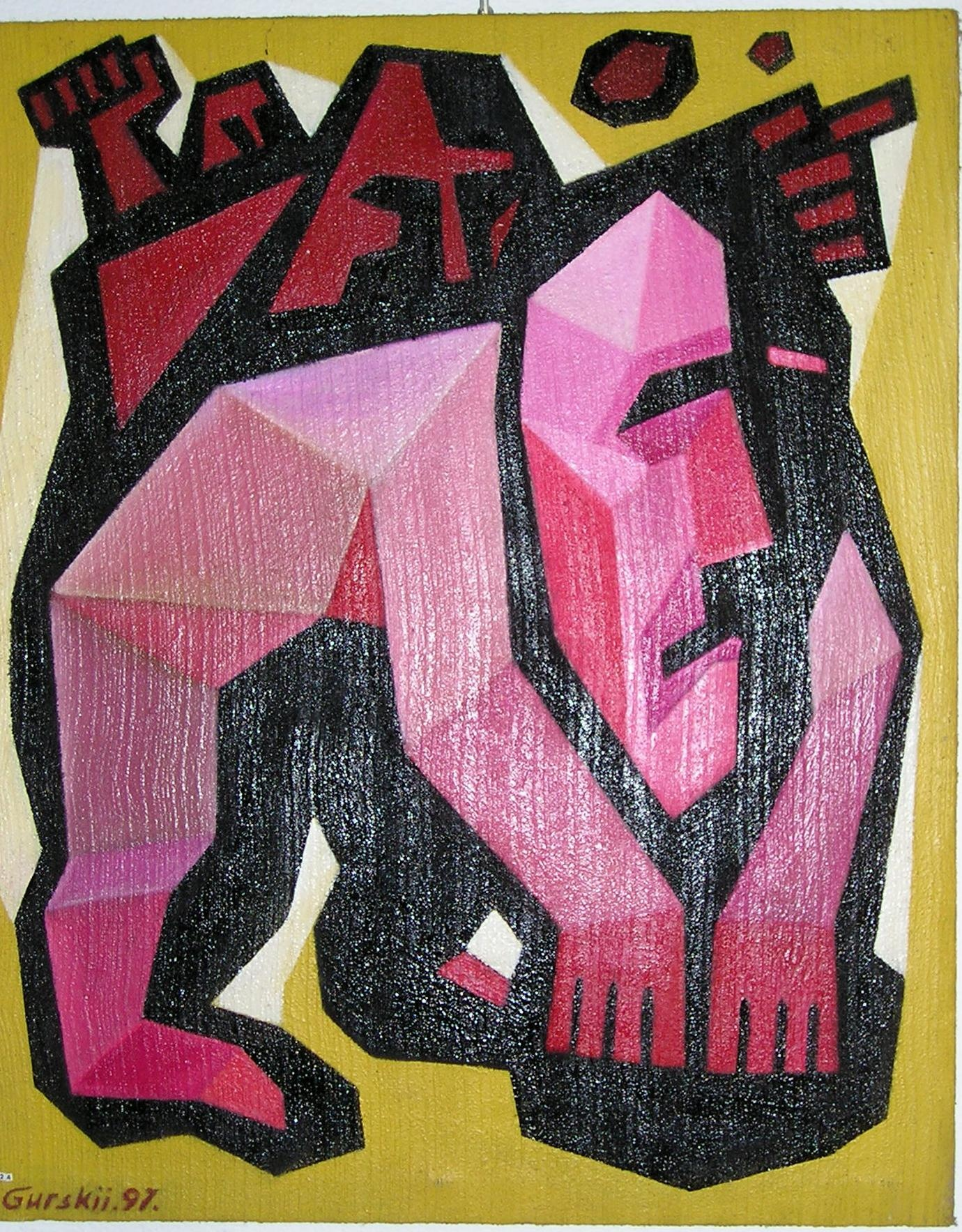
Валерій Гурський. Пролетарська весна. 1997

Валерій Гурський (1954,  м.Ковель, Україна  — 2006, Кльватка Кролевська, Польща)  - український  та німецький   художник, скульптор, живописець, фотограф, поет. Народився в Ковелі Волиньскої області, з 1990 року проживав у містах Мюнхен , потім  Дітценбах. Закінчив Ковельске профтехучилище за фахом різьбяра по дереву, вдосконалював художню майстерність у різних жанрах, приділяв особливу увагу портрету, важливим людським проблемам та мріям. Мистецтво  боготворив.  Протиставляв  свою експресіоністичну творчість ідеологічним завданням соцреалізму.
Брав участь у неформальних виставках київского об'єднання «Біла ворона». «Шалена пістрява загрозливих на вид колажів - не якісь нічні марення. Це видіння екологічного апокаліпсису – «Кислотні дощі» Валерія Гурського, - писав мистецтвознавець  О. Євтушенко..  Заснував  авангардну арт-групу «Хто?» /«Wer?»,  брав участь у міжнародних арт-фестивалях. Пройшов чимало випробувань, був священнослужителем, бізнесменом. В Німеччині співробітничав з галереєю Хорста Шефера, який збирав його твори. Восьми- метрову дерев’яну скульптуру з циклу  «Плем’я духів лісу» Гурського було придбано й встановлено  на площі міста Дітценбах. Загинув в автокатастрофі під час поїздки з України до Німеччини, яка сталася на території Польщі. Похований у Ковелі. Роботи: «Кислотні дощі» (1988), «Пролетарська весна», « Портрет українки», «Вісбаден», «Штамп (арешт художника», «Пророк Ноа» (2000-і).

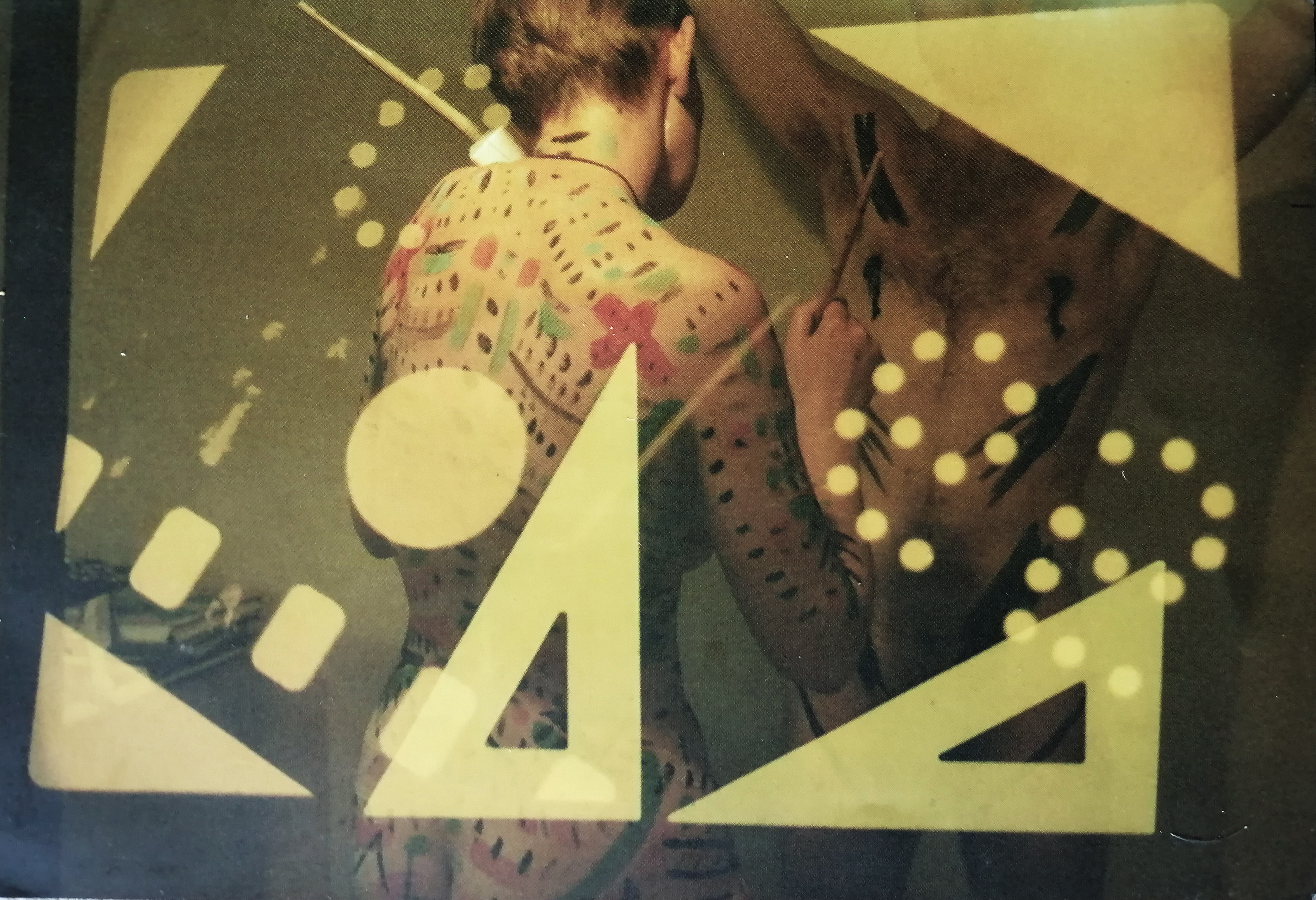
А. Степаненко. З фотопроєкту «Трансмутації».1987

Анатоль Степаненко (1948,  м. Ірпінь Київської обл. —український живописець, графік, перформер, кінорежисер, медіа-художник. У 1967  році закінчив КДАДПМД ім. М Бойчука. У 1977  закінчив Львівський інститут декоративно-прикладного мистецтва. Разом Ю.Вакуленком і В. Архиповим брав участь у спільній виставці (1990, «Mandala», Краків).  У 1993 – 1998  працював у Швейцарії.  Прибічник «мистецтва як  гри», використовує прийоми «концептуалізму для створення видовищних акцій, де художня ідея не заперечує активної виразності матеріалу.». Роботи: Бодіарт (перформанс), «Південний вітер приносить тривогу», «Соло на саксофоні» (1989), «Трансмутації», диптих «Транскомунікації», «Письмена», серія «Аккадскі песиголовці" (2005).

## Оцінка
Ще у 1990-их, побачивши твори бунтівної молоді, мистецтвознавиця Галина Скляренко писала: «Слід зауважити: художники далекі від кон’юнктурності,… їм властивий і темперамент, і фантазія, і гострота бачення». Саме гострота бачення, значною мірою спрямована критично до вад радянського ладу, відрізняла біловоронівців від тогочасних угруповань. Такі альтернативні групи як Паркомуна і Живописний заповідник сформувались на седнівських пленерах в 1988—1989 роках за сприяння Спілки художників України та  більшою мірою підтримували сталі образотворчі традиції.  Учасники  номадичної «Білої ворони» передавали  наступним поколінням «заповіт ненаслідування второваних відомих шляхів»..